# Excoecaria thouarsiana
Excoecaria thouarsiana är en törelväxtart som först beskrevs av Henri Ernest Baillon, och fick sitt nu gällande namn av Johannes Müller Argoviensis. Excoecaria thouarsiana ingår i släktet Excoecaria och familjen törelväxter.
Artens utbredningsområde är Madagaskar. Inga underarter finns listade i Catalogue of Life.